# 동덕여자의숙
동덕여자의숙(同德女子義塾)은 융희 2년(1908) 3월 조동식(趙東植)이 창립한 학교로, 현 동덕여자고등학교의 모체이다.
처음 이재극(李載克)·김인화(金仁和) 외 수명의 발기에 의하여 원남동 김인화의 저택 초가 몇 간에서 출발했다. 수업연한 3년인 보통과를 두었고, 응모자 13명을 데리고 시작하였다. 당시 수업료는 없고, 교과서·학용품도 교비에서 충당했다.
이 곳의 개교와 함께 게양되었던 동덕여자의숙 태극기는 2008년 8월 대한민국 등록문화재로 지정되었다.